# 中央コンピューターサービス
中央コンピューターサービス株式会社（ちゅうおうコンピューターサービス）は、日本のコンピュータ関連企業。本社は北海道札幌市白石区。1973年（昭和48年）に北都グループ北都交通の計算センター及びOA機器販売を中心に設立。

## 主な事業内容
- アプリケーションソフトウェア開発
- パッケージソフトウェア開発・販売
- 情報機器販売
- システムインテグレーションサービス
- 技術者派遣

## 沿革
- 1973年	札幌市東区北30条東1丁目に北都グループ北都交通の計算センター及びOA機器販売を中心に設立（資本金 1,000万円）
- 1982年
  - 資本金 3,000万円へ増資
  - 富士通パートナー登録
- 1984年	札幌市豊平区月寒中央通11丁目へ移転
- 1988年	札幌市白石区本通7丁目へ移転
- 1993年	東京事務所開設
- 1996年	資本金 3,900万円へ増資
- 1997年	資本金 4,300万円へ増資
- 1998年	資本金 4,800万円へ増資
- 2000年	東京事業所開設
- 2002年	Willcom代理店契約締結
- 2004年	事業部制導入
- 2005年	PC特救サービス開始（札幌限定サービス）
- 2006年	nice to meet you（TV会議システム）代理店契約締結
- 2007年
  - 一般労働者派遣事業認可
  - SoftBank法人代理店契約締結
  - チーム・マイナス6%活動参加
- 2008年	電気通信事業者の届出受理
- 2010年	プライバシーマーク取得
- 2012年
  - サービスブランド「solvic（ソルビック）」を立ち上げ
  - ポイントカード顧客管理システム「ポイントくん」発売
  - デジタルサイネージシステム「Sai-mi（サイミ）」発売

## 事業所
- 本社（札幌市白石区）
- 東京事業所（東京都台東区）